# Thamnaconus degeni
Thamnaconus degeni är en fiskart som först beskrevs av Regan 1903.  Thamnaconus degeni ingår i släktet Thamnaconus och familjen filfiskar. Inga underarter finns listade i Catalogue of Life.